# Vášeň a cit
Vášeň a cit (orig. Becoming Jane) je britský historický film režiséra Juliana Jarrolda. Je inspirován mládím Jane Austenové, jedné z nejvýznamnějších anglických spisovatelek (hraje ji Anne Hathawayová), a citovým vzplanutím mezi ní a T. L. Lefroyem (hraje James McAvoy).

## Obsazení
| Anne Hathawayová    | Jane Austenová         |
| James McAvoy        | Thomas Langlois Lefroy |
| Julie Waltersová    | paní Austenová         |
| James Cromwell      | reverend George Austen |
| Maggie Smithová     | slečna Greshamová      |
| Lucy Cohu           | Eliza de Feuillide     |
| Laurence Fox        | pan Wisley             |
| Joe Anderson        | Henry Thomas Austen    |
| Anna Maxwell Martin | Cassandra Austenová    |
| Helen McCroryová    | Ann Radcliffová        |

## Hodnocení
Oběma hercům se dostalo převážně vysoce příznivého ocenění za jejich výkony, až na převážně anglické recenzenty, kteří vyjádřili nevoli nad tím, že anglickou spisovatelku hrála Američanka se zřetelným americkým přízvukem a stylem projevu („americký styl“ Hathawayové ovšem odsoudily i některé české recenze).
Poměrně zásadní výhrady zazněly proti historické přesnosti filmu, neboť ono milostné vzplanutí bylo patrně mnohem nevinnější a méně osudové, než z něj film (který velmi účelové manipuluje s daty událostí) dělá. Pokud jde o příběh, americké recenze byly obecně lepší než britské či evropské, české byly místy značně kritické.